# Markus Thorbjörnsson
Markus Thorbjörnsson (sinh ngày 1 tháng 10 năm 1987) là một cầu thủ bóng đá người Thụy Điển thi đấu cho Kalmar FF ở vị trí hậu vệ.